# Hällbäcken och Sinksundet
Hällbäcken och Sinksundet – miejscowość (tätort) w Szwecji, w regionie administracyjnym (län) Norrbotten, w gminie Luleå.
Według danych Szwedzkiego Urzędu Statystycznego liczba ludności wyniosła: 253 (31 grudnia 2015), 815 (31 grudnia 2018) i 947 (31 grudnia 2019).